# Воевода (минный крейсер)
«Воевода» — минный крейсер типа «Казарский».

## История корабля
Заложен на судоверфи «Шихау» в Эльбинге 20 июня 1891 года по заказу Морского ведомства России. Спущен на воду 26 ноября 1891 года, вступил в строй 5 июня 1892 года.
В 1895—1896 и 1902—1903 годах проходил капитальный ремонт и модернизацию. 27 сентября 1907 года официально причислен к классу посыльных судов. Принимал участие в Первой мировой войне, нёс дозорную и конвойную службу.
В апреле 1918 года захвачен финскими войсками в Бьёрнеборге и переименован в «Мати Курки». После заключения Юрьевского мирного договора продан Финляндии и до 1940 года находился в составе финских ВМС.

## Командиры
- хх.хх.1892 — хх.хх.1894 — капитан 2-го ранга Витгефт, Вильгельм Карлович
- хх.хх.1894 — 01.01.1895 — капитан 2-го ранга Щенснович, Эдуард Николаевич
- 01.01.1895 — хх.хх.хххх — капитан 2-го ранга Чайковский, Николай Васильевич
- хх.хх.1896 — хх.хх.1896 — капитан 2-го ранга Григорович, Иван Константинович
- хх.хх.1896 — 15.09.1897 — капитан 2-го ранга Щенснович, Эдуард Николаевич
- хх.хх.1897 — 06.12.1899 — капитан 2-го ранга Арнаутов, Константин Петрович
- 06.12.1899 — 06.12.1901 — капитан 2-го ранга Лишин, Николай Григорьевич
- хх.хх.1905 — хх.хх.хххх — капитан 2-го ранга Сергеев, Владимир Николаевич
- хх.хх.1909 — хх.хх.1910 — капитан 1-го ранга Кедров, Михаил Александрович
- хх.хх.1913 — хх.хх.1914 — капитан 2-го ранга Шишко, Павел Оттонович
- xx.xx.1915 — xx.xx.1917 — капитан 2-го ранга Павлинов, Андрей Яковлевич